# Children's Museum of Indianapolis
Le Children's Museum of Indianapolis (« musée des enfants d'Indianapolis ») est le plus grand musée du monde destiné aux enfants. Il est situé à Indianapolis, dans l'Indiana, aux États-Unis.

## Histoire
Le Children's Museum of Indianapolis a été fondé en 1925 par Mary Stewart Carey, riche philanthrope propriétaire de la Stewart-Carey Glass Company. Elle en avait eu l'idée en visitant en 1924 le Brooklyn Children's Museum (en) de New York.

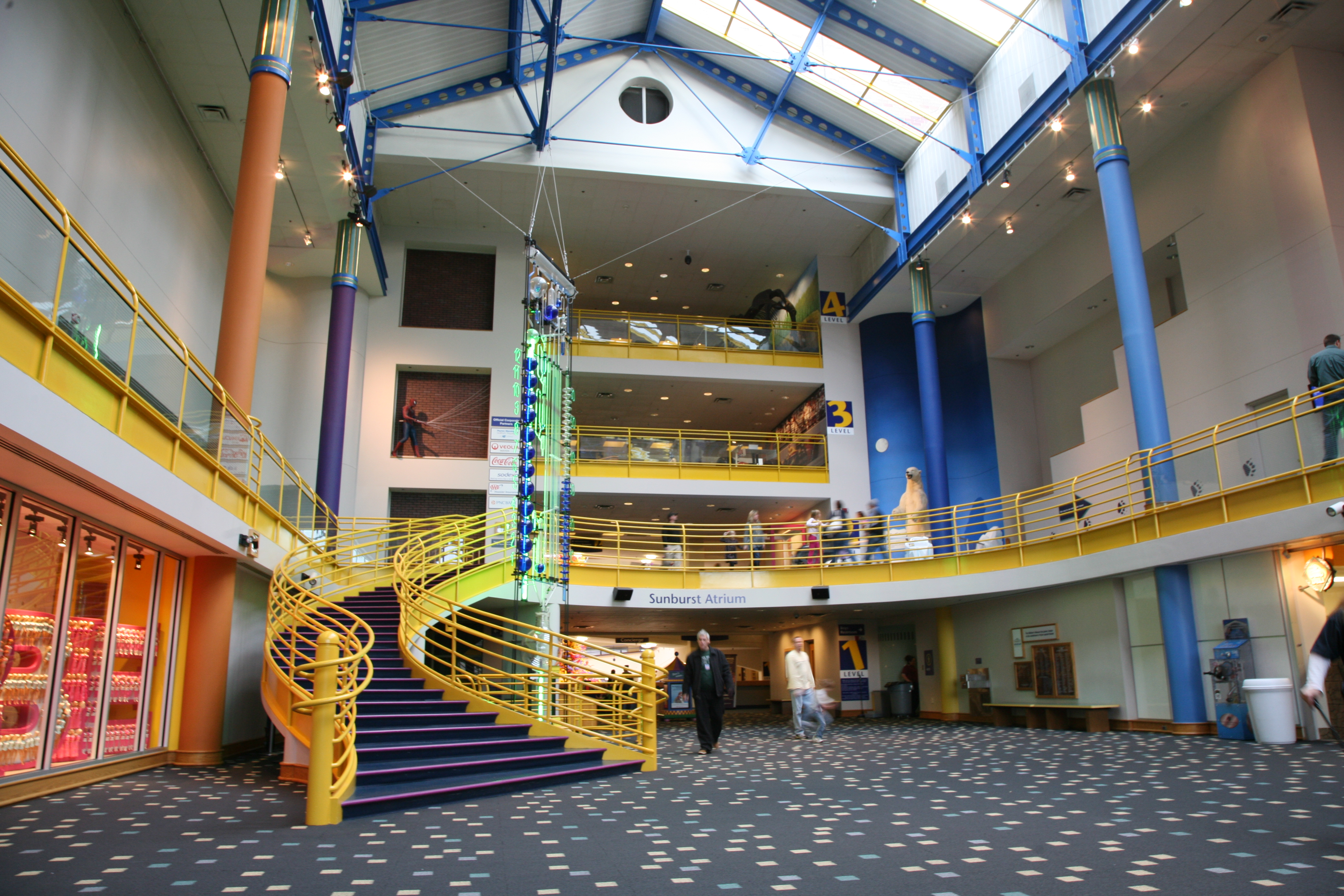
Hall du musée